# Magda Tagliaferro
Magda Tagliaferro   (Petrópolis, 19 de gener de 1893 - Rio de Janeiro, 9 de setembre de 1986) va ser una pianista franco-brasilera d'origen alemany.
Tagliaferro va tenir les seves primeres lliçons amb el seu pare, un estudiant de Raúl Pugno i professor de cant i piano. El 1906 va venir a França amb la seva família i es va convertir en estudiant al Conservatori de París. Va estudiar amb Anton-François Marmontel i va ser promocionada per Gabriel Fauré, el director del Conservatori.
Després d'estudiar al Conservatori, es va convertir en estudiant d'Alfred Cortot. Va actuar amb Jacques Thibaud i Pau Casals, va interpretar duos de piano amb Édouard Risler i Gabriel Fauré i va treballar com a músic de cambra amb el violinista Jules Boucherit. Va realitzar dues gires de concert amb George Enescu. A París va actuar al Saló Polignac, on també es van escoltar músics com Clara Haskil i Jacques Février. Va ser amiga amb Maurice Ravel, Vincent d'Indy, Francis Poulenc i Darius Milhaud i també va conèixer a Reynaldo Hahn, que li va dedicar el seu concert per a piano i orquestra.
Abans de la dictadura de Francisco Franco, va recórrer Espanya diverses vegades. Va rebre el "Grand Prix du Disque" per la primera gravació del món de Frederic Mompou. També va gravar la seva primera interpretació de Faure's Ballade per a piano i orquestra. Heitor Villa-Lobos li va dedicar el seu Momoprecoce, una fantasia per a piano i orquestra, que va estrenar a París el 1929 i va enregistrar al disc amb el compositor a la dècada de 1950.
Del 1937 al 1939, Tagliaferro va impartir classes al Conservatori de París. La tècnica que va ensenyar als seus estudiants es va fer coneguda com a "Tagliaferro Technique". Durant la Segona Guerra Mundial, va anar per primera vegada als Estats Units, on ella va actuar a l'ajuntament de Nova York i al Carnegie Hall (sota John Barbirolli), i després al Brasil. Allà va actuar a Rio de Janeiro i São Paulo i va fundar la seva pròpia escola de música. Sota la seva orientació, les seves ajudants van ser Nellie Braga, Lina Pires de Campos, Edda Fiore, Maria Eliza Figueiredo, Zulmira Elias José, Georgette Pereira, Menininha Lobo i Helena Plaut van seleccionar tota una generació de joves pianistes.
El 1949, Tagliaferro tornà a París. Va rebutjar el successor de Cortot a l'École Nationale de Musique i va fundar la seva pròpia escola de música. També va fundar el Concurs Internacional de Piano Magda Tagliaferro, una de les guanyadores de la qual va ser la seva alumna Cristina Ortiz, i va ser membre del jurat múltiple del famós concurs Chopin de Varsòvia. Els seus estudiants hi van participar els brasilers Flavio Varani, Cristina Ortiz, Caio Pagano, Margarida de Luca, Eudóxia de Barros i Isabel Mourão i Pnina Salzman, Jorge Luis Prats, James Tocco i Daniel Varsano.

Per suggeriment del crític musical Harold Schonberg, Tagliaferro va ser convidada a un concert al Carnegie Hall el 1979, on va interpretar el Carnaval de Schumann amb gran èxit. Schonberg va escriure: 
| « | "Aquest oient, sincerament, no recorda quan ha gaudit més d'un Carnaval. A la seva qualitat improvisadora, al seu ritme infal·lible i als perfectes càlculs, va ser l'essència de Schumann." | » |

Als 90 anys, va actuar en un concert al London Wigmore Hall el gener del 1983, un esdeveniment que la BBC va enregistrar en cinta. Al mateix temps, va enregistrar una gravació de la Dolly Suite de Fauré i la seva balada en una versió per a dos pianos amb el seu estudiant Daniel Varsano que va ser guardonat amb el Grand Prix du Disque. Va donar el seu últim concert públic als 92 anys, un any abans de morir.
François Reichenbach va fer un documental sobre Tagliaferro, que encara no estava acabat en el moment de la seva mort, però es va mostrar a França i el Brasil amb el títol Magda Noble et Sentimentale. La Fundació Magda Tagliaferro manté un museu a São Paulo i concedeix ajuts a joves músics amb talent.